# Josep Arnau i Figuerola
Josep Arnau i Figuerola   (Girona, 25 d'agost de 1942 - Girona, 17 d'abril de 2025) va ser un enginyer industrial i polític català. Va ocupar els càrrecs de president de la Diputació de Girona i diputat al Congrés dels Diputats.

## Trajectòria
Es doctorà en enginyeria industrial per la Universitat Politècnica de Catalunya, en la que va ser catedràtic d'escola universitària de mecànica dels fluids; posteriorment va ser director de l'Escola Universitària Politècnica de Girona i coordinador provincial de Formació Professional el 1974, càrrec des del que va promoure els laboratoris d'assaig, investigació i cooperació industrial, com el laboratori d'anàlisi d'aigües i el d'assaig de materials. Va col·laborar en nombrosos estudis i projectes tècnics, així com cursos i congressos. En 1952 va estudiar pintura i va fer exposicions d'aquarel·les.
Alhora, milità a Centristes de Catalunya-UCD, amb la que fou elegit diputat per la província de Girona a les eleccions generals espanyoles de 1979, essent vocal de la comissió d'universitats i investigació del Congrés dels Diputats. Després de l'ensulsiada de la UCD ingressà a Convergència Democràtica de Catalunya, amb la que fou escollit regidor de l'ajuntament de Girona a les eleccions municipals espanyoles de 1983, i fou nomenat president de la diputació de Girona de 13 de juliol de 1987 al 7 d'octubre de 1994. El 2006 participà en el programa Prodiemus. Va ser director del centre de la UNED de Girona des del 2001. El 2014 va rebre la medalla de la Universitat de Girona.